# كأس الاتحاد الأوروبي 1994–95
كأس الاتحاد الأوروبي 1994–95 (بالإنجليزية: 1994–95 UEFA Cup)‏ هو الموسم الرابع والعشرون من بطولة كأس الاتحاد الأوروبي.
حقق بارما الإيطالي لقب البطولة للمرة الأولى في تاريخه بعد فوزه في النهائي على مواطنه يوفنتوس بنتيجة 2-1 في مجموع المباراتين.